# Національний музей витончених мистецтв Чилі
Національний музей витончених мистецтв (ісп. Museo Nacional de Bellas Artes) — художній музей в Сантьяго (Чилі).

## Музей і колекція
Музей заснований 18 вересня 1880 під назвою «Національний музей мистецтв» і є найстарішим музеєм Південної Америки. З 1910 року розміщується в спеціально побудованому для нього палаці, розташованому в парку Форесталь чилійської столиці. Будівля музею побудоваа на честь сторіччя незалежності Чилі за проєктом франко-чилійського архітектора Еміля Жекура. У квітні 1976 будівлю музею визнано історичною пам'яткою Чилі. У результаті землетрусу 1985 року музею було завдано серйозних пошкоджень. Ремонт і реконструкція будівлі тривала три роки.
У колекції музею близько трьох тисяч експонатів, зокрема картини, скульптури, малюнки і гравюри. Тут представлені в основному роботи чилійських художників, серед яких Педро Ліра, Альфредо Валенсуела Пуельма, Косме Сан-Мартін, Альберто Валенсуела Льянос і Алехандро Сікареллі.
Водночас музей володіє значним зібранням робіт відомих зарубіжних майстрів, у тому числі іспанських художників Франсіско де Сурбарана і Бартоломе Мурільйо, французьких художників Каміля Піссарро, Жана Батиста Коро, Шарля Франсуа Добиньї, скульпторів Огюста Родена і Еміля Антуана Бурделя.
В італійській частині колекції знаходиться близько 60 картин, велика частина з яких написана в період з середини XIX до початку XX століття (П'єтро Габріні, Джованні Болдіні).
У музейній колекції також є кілька робіт фламандських і голландських художників, у тому числі роботи Пітера Пауля Рубенса, Якоба Йорданса, Корнеліса де Воса, Альберта Кейпа, Яна Вільденса і Адріана ван Остаде.
У музеї знаходиться невелика колекція з 46 какемоно, подарованих китайським посольством 1968 року, 15 фігурок з Чорної Африки і 27 японських гравюр.

## Картини з колекції музею

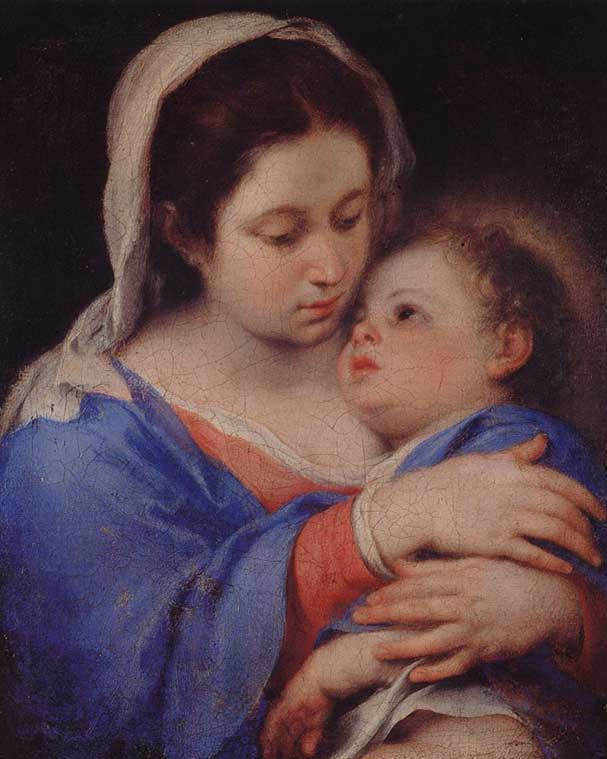
Бартоломе Естебан Мурільйо, «Мадонна з немовлям»
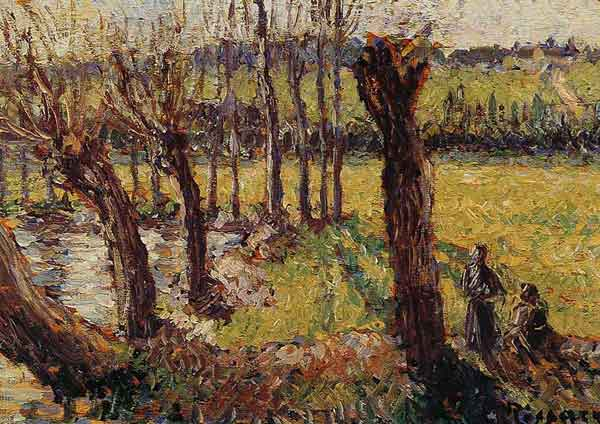
Каміль Піссарро, «Верби взимку», 1891
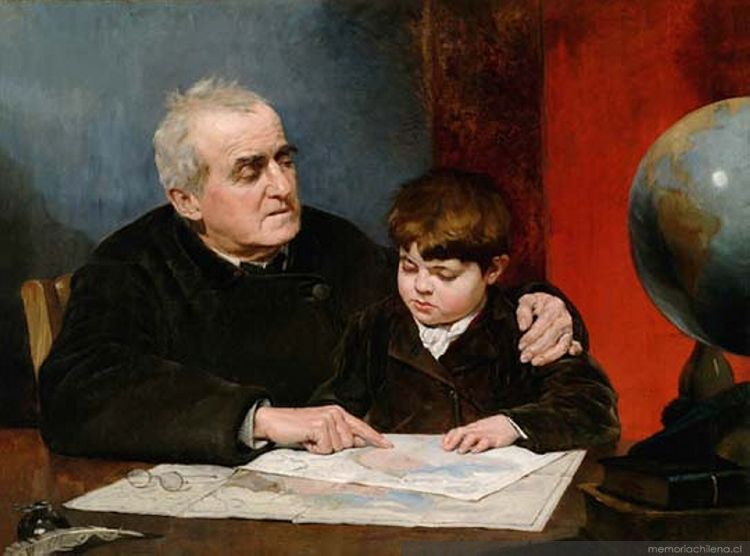
Альфредо Валенсуела Пуельма, «Урок географії»
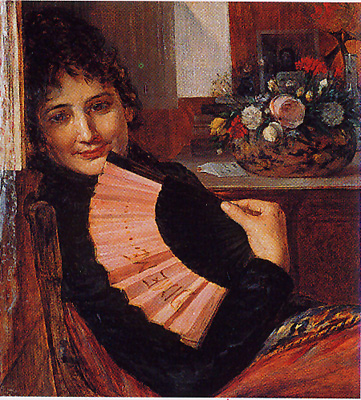
Альфредо Валенсуела Пуельма, «Кокетування»
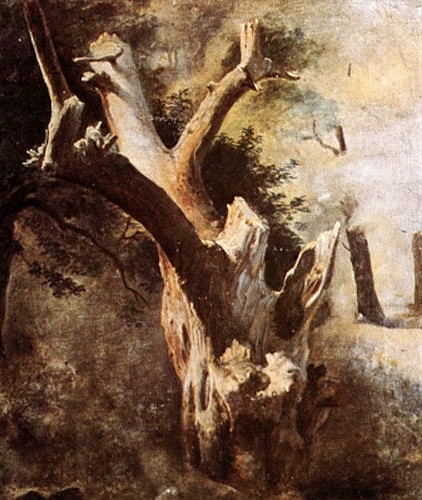
Алехандро Сікареллі, «Сухе дерево»
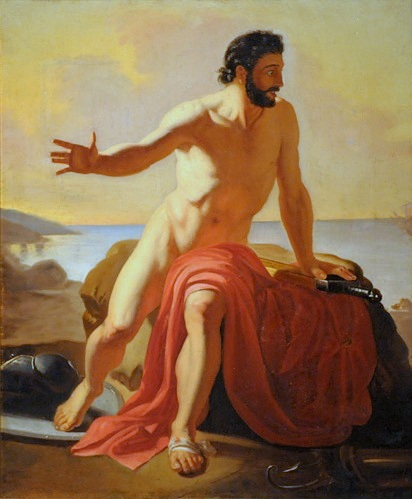
Алехандро Сікареллі, «Покинутий Филоктет»
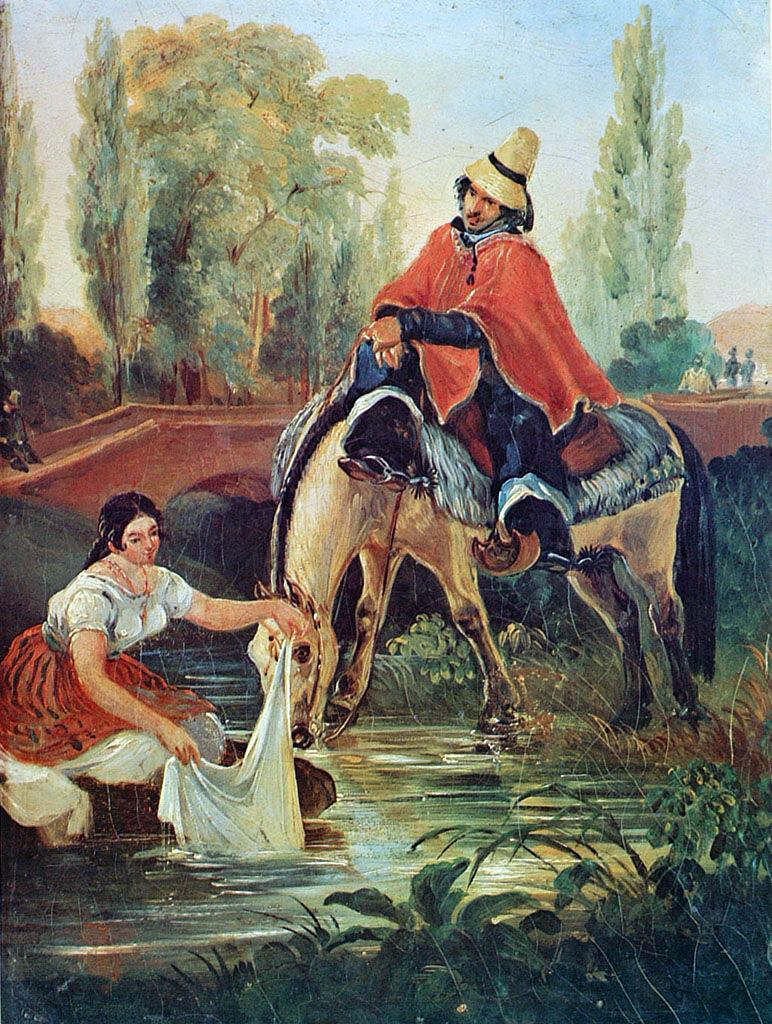
Йоганн Моріц Ругендас, «Гаучо і праля»
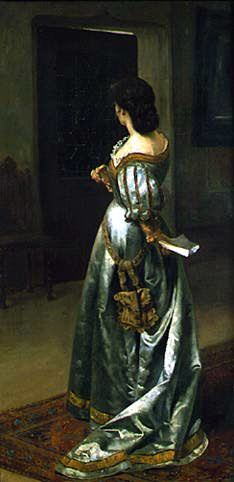
Педро Ліра, «Любовний лист»
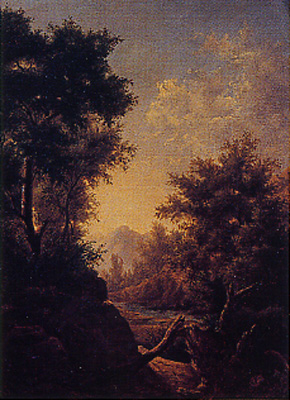
Педро Ліра, «Пейзаж», 1871
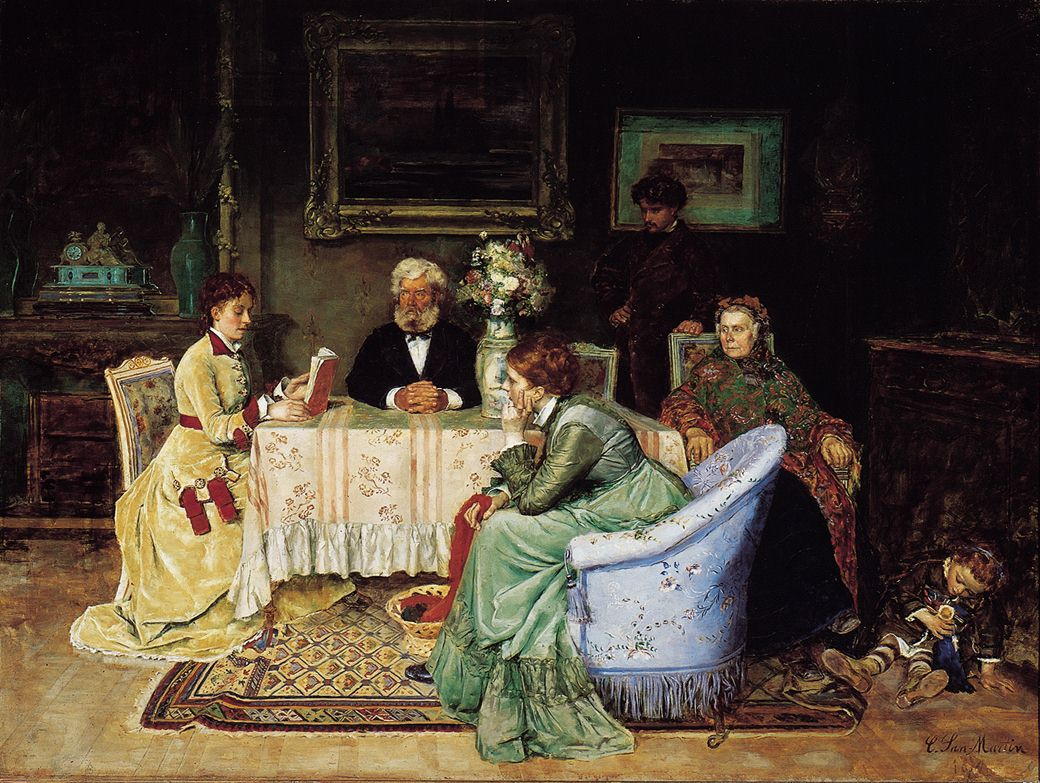
Косме Сан-Мартін, «Читання» , 1874
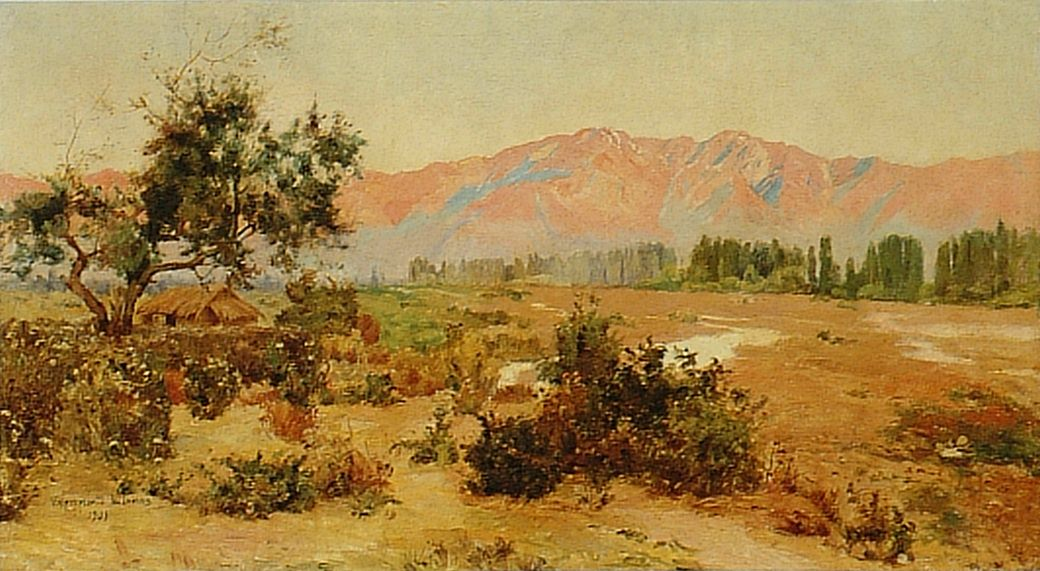
Альберто Валенсуела Льянос, «Гірський пейзаж», близько 1901
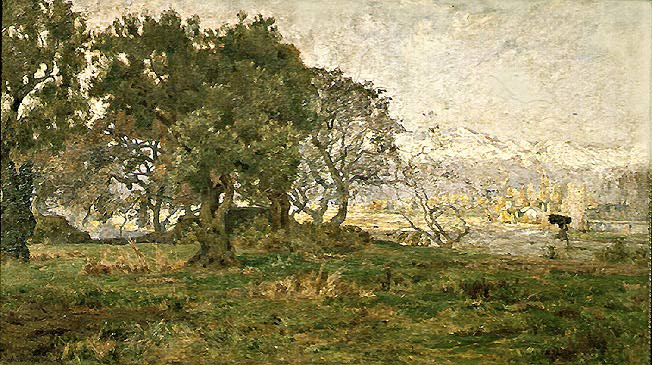
Альберто Валенсуела Льянос, «Пейзаж»